# 室賀久太夫
室賀 久太夫（むろが きゅうだゆう）は安土桃山時代・江戸時代の武将、尾張藩士。室賀正武の子。妻は屋代秀正の長女。

## 人物
天正12年（1584年）7月に父正武が真田昌幸に暗殺された後は、出家し永寿と号して善光寺に入っていたが、直江兼続の招聘により還俗して上杉景勝に仕えた。
その後上杉家を致仕し、尾張へ移り松平忠吉に仕えたが、ここもまた致仕し、父正武が暗殺された際、真田昌幸に通じていた室賀源助を討つために信濃へ戻る。
室賀源助を討ち果たした後は再び尾張へ戻り、徳川義直に500石で仕える。
名古屋城が築城された際には、名古屋城二の丸の初代親衛隊長となって、藩主3代に仕えている。
寛永10年（1633年）300石加増の上、黒門足軽頭に任ぜられ、以降も代々尾張徳川家に仕えた。
このほか、徳川家康によって尾張の地に派遣され、名古屋市天白区植田の地に、1580年に植田八幡宮を修造したなどの逸話も残る。

## 登場する作品
- 真田丸（2016年、NHK大河ドラマ、演：児嶋一哉[4]）